# Deborah Harkness
Deborah Harkness (Philadelphia, 1965. április 5. –) amerikai tudós és regényíró, aki leginkább történészként és a Mindenszentek-trilógia (eredetiben: All Souls) szerzőjeként ismert. Legújabb könyve az Idő Rabjai, amely a trilógia Marcus Whitmore karakterének eredettörténete, amely az amerikai függetlenségi háborúban és a francia forradalomban játszódik, valamint az All Souls trilógia folytatása.

## Bibliográfia

### Regények

#### Mindenszentek-trilógia
1. A boszorkányok elveszett könyve, eredetileg A Discovery of Witches. New York: Viking (2011). ISBN 9780670022410. OCLC 635459436
2. Az éjszaka árnyai, eredetileg Shadow of Night. New York: Viking (2012). ISBN 9780670023486. OCLC 760974138
3. Az élet könyve, eredetileg The Book of Life. New York: Viking (2014. március 22.). ISBN 9780525427223. OCLC 1202304348
4. Az idő rabjai, eredetileg Time's Convert. New York: Viking (2018. március 22.). ISBN 9780399564512. OCLC 1111582969*
5. The Serpent's Mirror.

Az idő rabjai jelentős részben a jelenben játszódik, ugyanakkor vannak olyan részei is, amik A boszorkányok elveszett könyve előtt történnek.

#### Kapcsolódó kiadványok
- The All Souls Real-Time Reading Companion (2015)
- The World of All Souls: A Complete Guide to A Discovery of Witches, Shadow of Night, and the Book of Life (2018)

### Könyvek
- John Dee's Conversations with Angels: Cabala, Alchemy, and the End of Nature. Cambridge, U.K.: Cambridge University Press (1999). ISBN 9780521622288. OCLC 39748178
- The Jewel house of art and nature: Elizabethan London and the social foundations of the scientific revolution. New Haven: Yale University Press (2007. március 22.). ISBN 9780300111965. OCLC 226002129 (see also The Jewel House)[7]

### Szakcikkek
- Harkness, Deborah E. (2008. szeptember 1.). „A view from the streets: women and medical work in Elizabethan London”. Bulletin of the History of Medicine 82 (1), 52–85. o, Kiadó: Johns Hopkins University. DOI:10.1353/bhm.2008.0001. PMID 18344585.

## Fordítás
- Ez a szócikk részben vagy egészben  a   Deborah Harkness című angol Wikipédia-szócikk ezen változatának fordításán alapul.  Az eredeti cikk szerkesztőit annak laptörténete sorolja fel. Ez a jelzés csupán a megfogalmazás eredetét és a szerzői jogokat jelzi, nem szolgál a cikkben szereplő információk forrásmegjelöléseként.